# 山本将平
山本 将平（やまもと しょうへい、1991年3月21日 - ）は、日本の男子バレーボール選手。

## 来歴
東京都中野区出身。姉の影響で小学3年次からバレーボールを始めた。
安田学園高等学校、日本体育大学を経て、大学卒業後、FC東京に入部。
2013年12月8日、2013/14 V・プレミアリーグのJTサンダーズ（現・JTサンダーズ広島）戦でVリーグデビューを果たした。以降、FC東京のレギュラーとして活躍する。
2016年、2015/16シーズン終了をもってFC東京を退団。移籍同意書が出なかったため、規定により、2016/17シーズンはリーグ戦に出場できないこととなった。それでも、同年にJTサンダーズが山本を獲得した。
2018-19シーズンからJTサンダーズ広島の主将を務める。2021年まで主将を務め、2021-22シーズンからは小野寺太志に託した。
2023/24シーズン、2023年10月21日のV1男子初戦（JTの開幕戦）となるサントリーサンバーズ戦でVリーグ10シーズン出場を達成。Vリーグ230試合出場も既に達成していたため、規定によりVリーグ特別表彰制度の「Vリーグ栄誉賞」の受賞基準に到達し、シーズン終了時に表彰が行われた。

## 人物
- 姉は日立佐和リヴァーレ・上尾メディックスに所属した山本友里恵。日本体育大学に進学するきっかけも姉である[7]。

## 球歴・受賞歴
- 全日本代表 - 2017年

## 所属チーム
- 東京杉一クラブ
- 安田学園中学校
- 安田学園高等学校
- 日本体育大学
- FC東京（2013-2016年）
- JTサンダーズ広島/広島サンダーズ（2016年- ）